# Пакистан на Светском првенству у атлетици на отвореном 2011.
Пакистан је учествовао на 13. Светском првенству у атлетици на отвореном 2011. одржаном у Тегу од 27—4. септембра. Репрезентацију Пакистана представљао је један атлетичар који се такмичио у трци на 800 метара. , 
На овом првенству Самоа није освојила ниједну медаљу. Оборен је само један лични рекорд.

## Учесници
Мушкарци:
- Фархан Ахмад — 800 м

## Резултати

### Мушкарци
| Атлетичар    | Дисциплина | Лични рекорд | Квалификације | Квалификације | Полуфинале           | Полуфинале           | Финале               | Финале       | Детаљи |
| Атлетичар    | Дисциплина | Лични рекорд | Резултат      | Место         | Резултат             | Место                | Резултат             | Место        | Детаљи |
| ------------ | ---------- | ------------ | ------------- | ------------- | -------------------- | -------------------- | -------------------- | ------------ | ------ |
| Фархан Ахмад | 800 м      |              | 1:50,14 ЛР    | 7. у гр. 5    | Није се квалификовао | Није се квалификовао | Није се квалификовао | 37 / 43 (44) |        |

Легенда:ЛР = Лични рекорд